# 吉迦伊

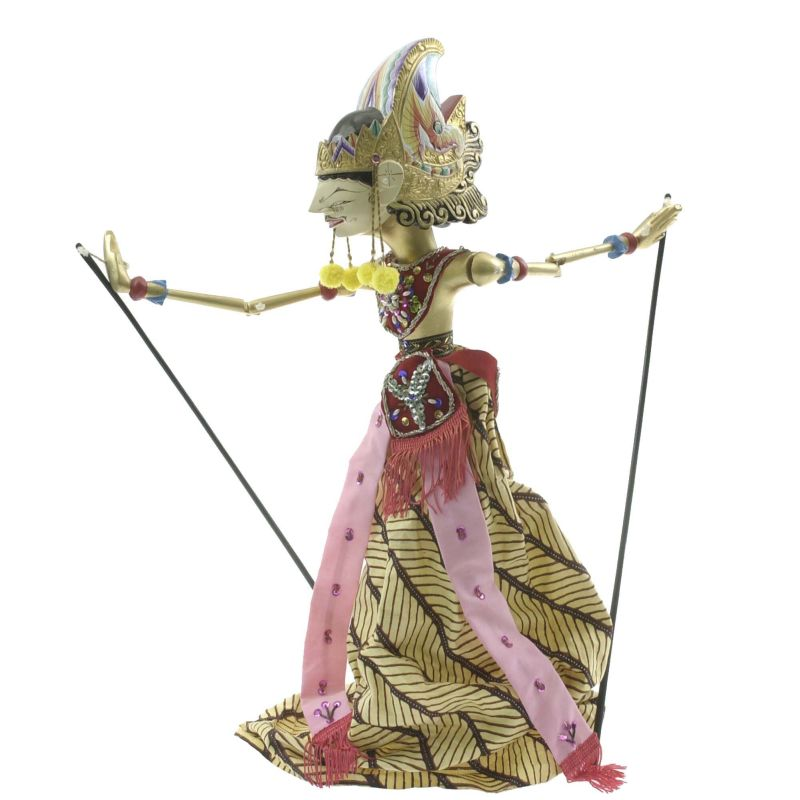
哇扬皮影偶戏中的吉迦伊形象

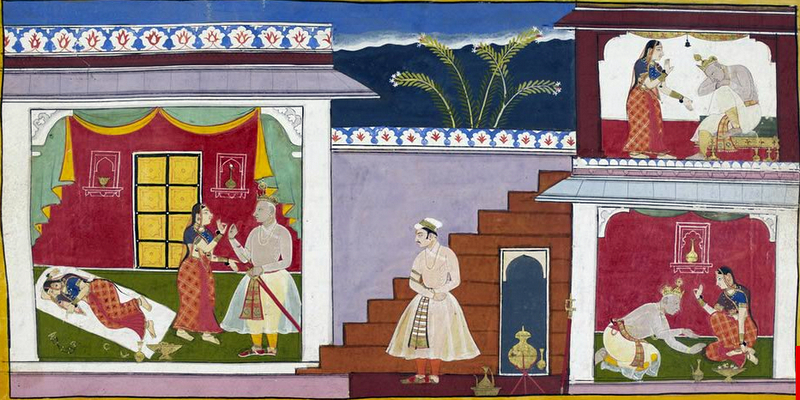
吉迦伊要求十车王放逐罗摩，17世纪《罗摩衍那》抄本

吉迦伊在印度史詩羅摩衍那中是拘薩羅國的國王十車王的妃子，二太子波羅多的母親。吉迦伊在檀陀迦森林之戰後悉心照顧受了重傷的十車王，因此得到十車王的寵愛及賜予兩份禮物。當時吉迦伊沒有要到禮物，直至十車王欲封羅摩為太子時，吉迦伊受到奶媽的慫恿，要求十車王兌現兩個承諾，第一是將羅摩放逐到森林十四年，第二是讓波羅多繼承王位。結果是羅摩自我放逐，波羅多又不願繼承王位，十車王更為此事鬱鬱而終。